# Estoril Open 2000 - Qualificazioni doppio maschile
Le qualificazioni del doppio maschile dell'Estoril Open 2000 sono state un torneo di tennis preliminare per accedere alla fase finale della manifestazione. I vincitori dell'ultimo turno sono entrati di diritto nel tabellone principale. In caso di ritiro di uno o più giocatori aventi diritto a questi sono subentrati i lucky loser, ossia i giocatori che hanno perso nell'ultimo turno ma che avevano una classifica più alta rispetto agli altri partecipanti che avevano comunque perso nel turno finale.
Le qualificazioni del doppio del torneo Estoril Open 2000 prevedevano 4 coppie partecipanti di cui una è entrata nel tabellone principale.

## Teste di serie
1. Eduardo Nicolas-Espin /  German Puentes-Alcaniz (ultimo turno)

1. Alberto Berasategui /  Francisco Roig (Qualificati)

## Qualificati
1. Alberto Berasategui  /   Francisco Roig

## Tabellone

### Legenda
| - Q = Qualificato - WC = Wild card - LL = Lucky loser | - ALT = Alternate - SE = Special Exempt - PR = Protected Ranking | - w/o = Walkover - r = Ritirato - d = Squalificato |

|  | Primo turno | Primo turno                                  | Primo turno                                  | Primo turno | Primo turno |  |  | Ultimo turno | Ultimo turno                                 | Ultimo turno | Ultimo turno | Ultimo turno |  |
|  |             |                                              |                                              |             |             |  |  |              |                                              |              |              |              |  |
|  | 1           | Eduardo Nicolas-Espin German Puentes-Alcaniz | Eduardo Nicolas-Espin German Puentes-Alcaniz | 6           | 7           |  |  |              |                                              |              |              |              |  |
|  |             | Álex Calatrava Francisco Costa               | Álex Calatrava Francisco Costa               | 0           | 62          |  |  | 1            | Eduardo Nicolas-Espin German Puentes-Alcaniz | 6            | 65           | 5            |  |
|  | 2           | Alberto Berasategui Francisco Roig           | Alberto Berasategui Francisco Roig           | 6           | 6           |  |  | 2            | Alberto Berasategui Francisco Roig           | 1            | 7            | 7            |  |
|  |             | Pedro Pereira Antonio Van Grichen            | Pedro Pereira Antonio Van Grichen            | 4           | 2           |  |  |              |                                              |              |              |              |  |